# Stavnsbåndet

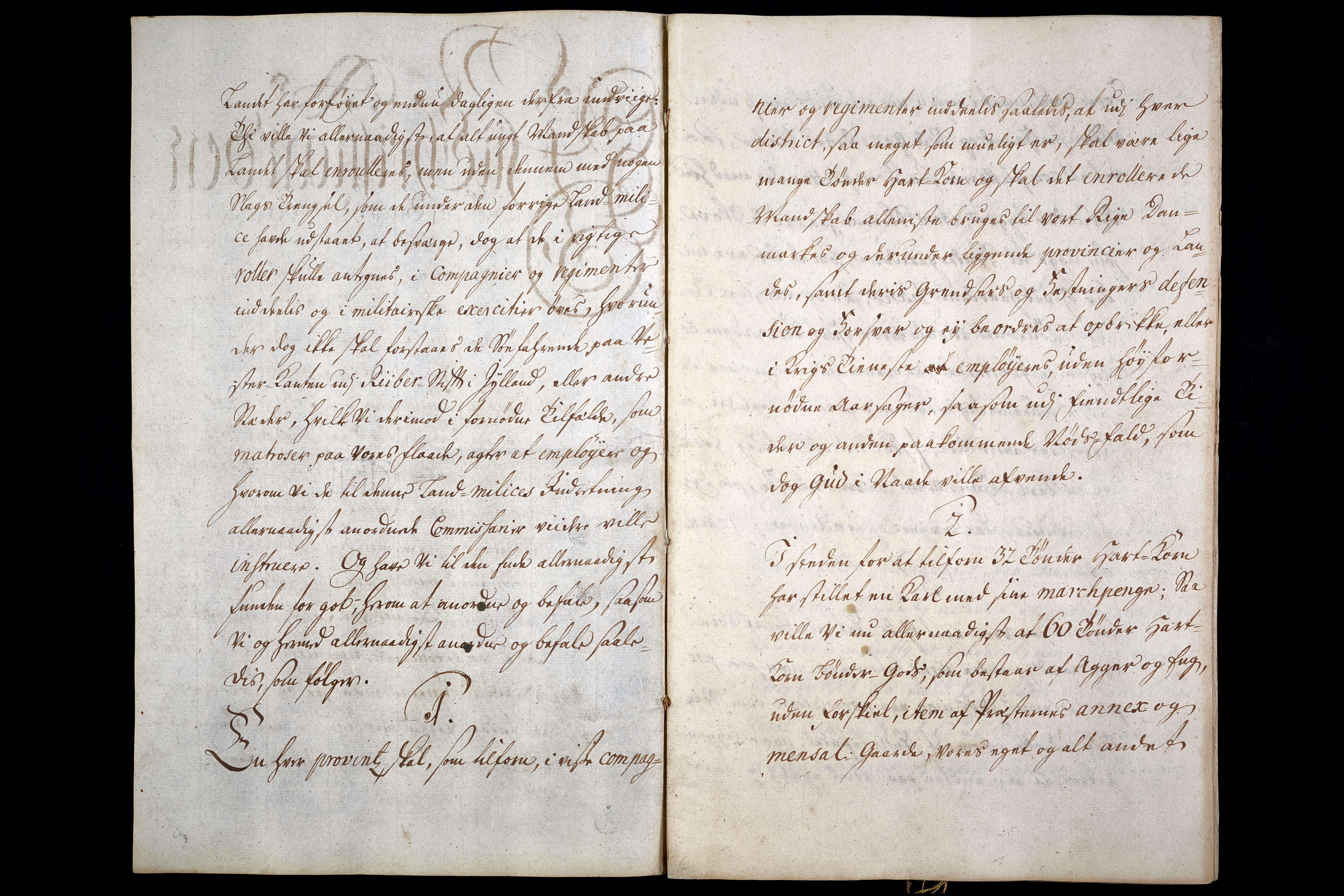

Stavnsbåndet (stavnsbaandet, danska för "bundenhet vid torvan") kallas det ofrihetstillstånd, i vilket det danska bönderna hölls 1733–1799. Det avlöste vornedskabet (beroendeförhållandet mellan arrendatorn och jordägaren), som 1702 upphävdes för de bönder, vilka var eller blev födda efter kung Fredrik IV:s tronbestigning 1699: men det utsträcktes också till Fyn och Nörrejylland där vornedskabet inte funnits.
Förr har man satt dess införande till 1701, då lantmilisen upprättades, och nog fick bönderna i värnpliktsåldern lida flera inskränkningar i sin flyttningsfrihet (de skulle ha pass och skriftligt vitsord efter laglig uppsägning), men endast för att man skulle försäkra sig om deras närvaro vid utskrivningen. Dessa inskränkningar skärptes 1724 och vägen banades därmed för stavnsbåndet. Men detta, som 1731 infördes oberoende av lantmilisen, blev först riktigt genomfört genom förordningen av 4 februari 1733, då det uppdrogs åt godsägarna att upprätta listor över "alla bönder mellan 14 och 36 år" med rätt att utskriva vilka de ville, och då bönderna samtidigt ålades att stanna på det gods, där de var födda, tills de hade gjort krigstjänst eller fyllt 36 år. 
Senare blev stavnsbåndet ännu strängare, emedan förpliktelsen att stanna vid "fødestavnen" (därav namnet) skulle börja med nionde året (1764 slutligen fjärde) och det 1746 ålades de soldater, som gjort krigstjänst, att återvända till det gods de tillhörde, och motta städjehemman, likväl under förbehåll att ånyo kunna utskrivas. Således skiljer stavnsbåndet sig bara föga från vornedskabet. Först 20 juni 1788 löstes detta band för de bönder, som var över 36 eller under 14 år, och 1 januari 1800 för alla andra bönder.